# Jan Kostka
Pour Jan Kostka, père d'un saint, voir Stanislas Kostka.
Jan Kostka (v. 1529–1581) est un noble polonais et candidat aux élections du nouveau roi de Pologne en 1572. Il est également conseiller des rois Henri de Valois et Étienne Báthory.
C'est un courtisan et secrétaire du roi, podskarbi (pl) (trésorier) du duché de Prusse depuis 1555, castellan de Gdańsk en 1556–1574, voïvodie de Sandomir à partir de 1574 et président de la Komisja Morska (Commission de la Mer). Il plaide en faveur d'une union de la Prusse royale avec la Couronne.
En 1574 et 1575, il est proposé comme candidat au poste de roi de Pologne (voir ).
- VIAF
- ISNI
- LCCN
- GND
- Pologne
- NUKAT
- WorldCat